# Grzegórzki (Kraków)
Grzegórzki là một trong 18 quận của Kraków, nằm ở trung tâm của thành phố. Cái tên Grzegórzki xuất phát từ một ngôi làng cùng tên hiện là một phần của huyện.
Theo Tổng cục Thống kê Trung ương dữ liệu, diện tích của huyện là 5,85 kilômét vuông (2,26 dặm vuông Anh) và 28 960 người đang sinh sống ở Grzegórzki.

## Phân khu của Grzegórzki
Grzegórzki được chia thành các phân khu nhỏ hơn (osiedles). Đây là danh sách.
- Dąbie
- Olsza
- Wesoła
- Grzegórzki
- Osiedle Oficerskie